# 圣体主教座堂
圣体主教座堂（Cathedral of the Most Blessed Sacrament）是天主教底特律总教区的主教座堂，位于底特律伍德沃德大道9844号（与波士顿大道交汇处），毗邻底特律的波士顿爱迪生历史区。 
圣体堂区成立于1905年，服务底特律北部的天主教徒。最初堂区受财政问题困扰。教堂始建于1913年，但进展相当缓慢。内部完成于1930年，同年感恩节祝圣了内部。1938年底特律升格为总教区，选择圣体堂为主教座堂。但是其外部直到1951年才完成，恰逢250周年。11月17日的祝圣仪式进行电视直播。。
来自克利夫兰的建筑师Henry A. Walsh 设计了哥特式教堂。由于建造的长度，Walsh 未能看到工程完成，底特律建筑师乔治迪尔（George Diehl）继续完成该塔。建筑外墙使用了印第安纳石灰岩和俄亥俄州砂岩。
虽然若望保禄二世对美国的访问最定只包括南部和西部地区，底特律总主教Edmund Cardinal Szoka 争取让其访问底特律地区。他在访问梵蒂冈时，直接提出请求。1987年9月18日教宗抵达底特律，在Hamtramck、哈特广场（Hart Plaza）和Pontiac Silverdome的大批人群面前演说。教宗访问期间，他在主教座堂访问客人，住在总主教府。

## 延伸阅读
- Godzak, Roman. . Arcadia Publishing. 2000. ISBN 0738507972.
- Godzak, Roman. . Arcadia Publishing. 2004. ISBN 0-7385-3235-5.
- Godzak, Roman. . Editions du Signe. 2000. ISBN 2-7468-0145-0.
- Tentler, Leslie Woodcock with forward by Edmund Cardinal Szoka. . Wayne State University Press. 1992. ISBN 0-8143-2106-2.
- Tutag, Nola Huse with Lucy Hamilton. . Wayne State University Press. 1988. ISBN 0-8143-1875-4.